# Putovnica Bahama
Putovnica Bahama ili Bahamska putovnica je putna isprava koja se izdaje državljanima Zajednice Bahamâ radi putovanja u inozemstvu. Putovnica služi kao dokaz bahamskog državljanstva i identiteta.
Ova zemlja izdaje biometrijsku putovnicu čije su korice tamno plave boje.

## Vizni sustav
██ Bahami.
██ Države u koje se može putovati putovnicom bez vize.
██ Države za koje se viza izdaje prilikom dolaska u zemlju.
██ Države za koje je potrebno izdavanje vize od strane nadležnog diplomatskog predstavništva.
Državljani Bahama mogu sa svojom putovnicom putovati u sve zemlje članice Europske unije a od ostalih značajnijih zemalja, viza nije potrebna za Kanadu, SAD, Brazil, Čile, Južnoafričku Republiku i Kinu.
Prema Passport Indexu, bahamska putovnica je prema značajnosti na 23. mjestu te omogućava putovanja u 117 zemalja diljem svijeta bez vize.